# 横綱千代の山・千代の富士記念館
横綱千代の山・千代の富士記念館（よこづなちよのやま ちよのふじきねんかん）は、北海道松前郡福島町字福島190番地にある福島町立の千代の山雅信と千代の富士貢の記念館である。道の駅横綱の里ふくしまが併設されている。1997年4月に開館。単に「横綱記念館」と呼ばれることもある。

## 概要
北海道出身初の横綱である千代の山と、その弟子でもある横綱の千代の富士が同じ福島町出身（しかも同じ小学校を卒業）であることを記念して建てられた。

## 施設
- 入館料
  - 大人：500円（団体は、400円）
  - 小中高校生：250円（団体は、200円）

※団体は、20名以上
- 使用料
  - 稽古土俵：1時間510円（シャワー、更衣室、力士用トイレ完備）
- 休館日
  - 12月1日 - 3月31日

## 施設内容
記念館の前には本場所でおなじみの櫓と力士幟が立てられ、入口へ向かう階段を登ると千代の山・千代の富士の銅像がある。これはミニチュアを製造してもらうこともできるが、費用は60万円だという。
両横綱は化粧廻しと綱を締めての中段の構えという、現実にはあり得ない姿をしているがこの形になった理由は立ち姿の銅像は他にも存在しているため新鮮味が無い等の理由とみられる。
館内には、千代の山直筆の九重部屋の初代看板、二人が実際に使用した横綱やまわし、そして両者の全勝額などがある。
実際の九重部屋を再現した稽古土俵もあり、1時間510円（2018年現在）で使用できる。
この九重部屋稽古土俵は、夏に九重部屋の合宿で使用することがある。
館長は福島町長が務めている。千代の富士の実姉でもある小笠原佐登子氏が副館長を務めている。